# Neodiplocampta astrella
Neodiplocampta astrella är en tvåvingeart som beskrevs av Hull och Martin 1974. Neodiplocampta astrella ingår i släktet Neodiplocampta och familjen svävflugor. Inga underarter finns listade i Catalogue of Life.